# Bolitaenidae
Bolitaenidae е малко семейство дребни октоподи от подсемейство Incirrina. Представено е от два монотипни рода с общо два съвременни вида.

## Разпространение
Представителите обитават дълбочина от 500 до 800 метра. Срещат се в тропични до умерени морски ширини.

## Описание
Представителите на семейството са с размери от 8,5 до 12 cm.